# Olibrus flavicornis
Olibrus flavicornis là một loài bọ cánh cứng trong họ Phalacridae. Loài này được Sturm miêu tả khoa học năm 1807.